# Antoine de Pas de Feuquières
Pour les autres membres de la famille, voir Famille de Pas.
Antoine de Pas, marquis de Feuquières, né en 1648, mort en 1711, est un militaire français, gouverneur de Verdun (1688), lieutenant général des armées du roi (1693). Combattant d'une grande pénétration et d'une grande valeur, mais d'une mentalité discutable, il n'obtient pas le bâton de maréchal de France, et n'est plus employé après la guerre de la Ligue d'Augsbourg (1688-1697). Il est l'auteur de Mémoires où il fait part de ses réflexions sur l'art militaire.

## Biographie

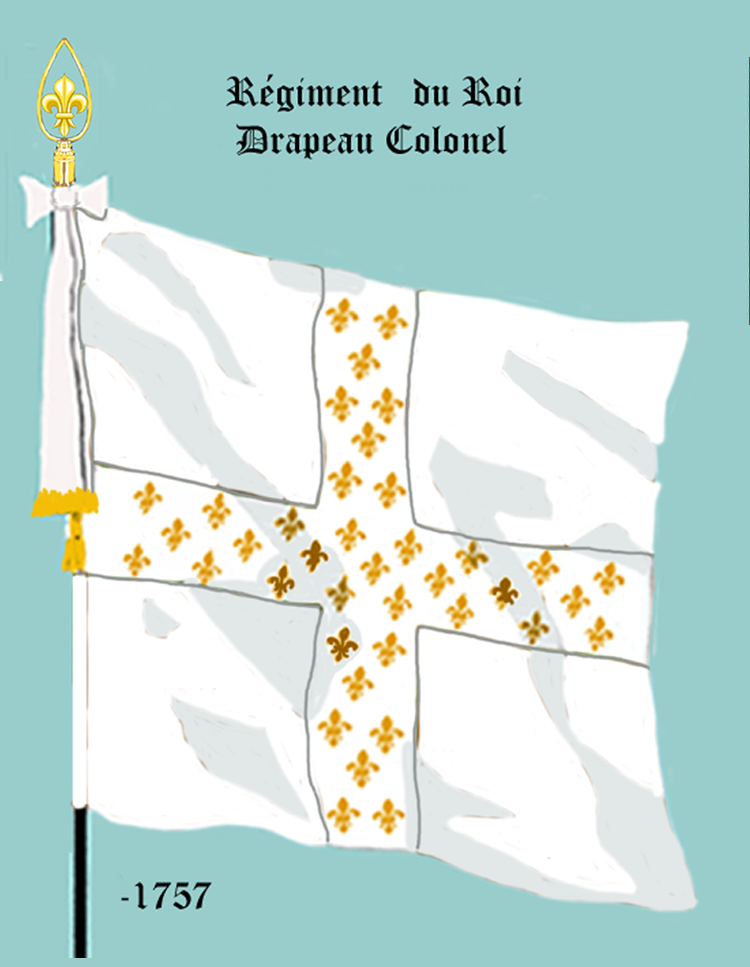
Drapeau de la compagnie colonelle du régiment du Roi.

### Famille
Il naît le 16 avril 1648 à Paris au sein de la famille de Pas. Il est le fils d'Isaac de Pas, marquis de Feuquières, lieutenant général des armées du roi, gouverneur de Verdun, et d'Anne-Louise de Gramont.

### Guerre de Dévolution
À 17 ou 18 ans, il entre dans le régiment du Roi. En 1667, il sert en tant qu'enseigne dans la guerre de Dévolution. Il est aux sièges de Douai, de Tournai, de Courtrai et d'Audenarde. Il est blessé au siège de Lille. Il gravit les échelons de la hiérarchie jusqu'au grade de capitaine.

### Guerre de Hollande
| - Drapeau de la compagnie colonelle - Drapeau d'ordonnance |

En 1672, débute la guerre de Hollande. Feuquières remet sa compagnie pour devenir aide de camp de son parent, le duc de Luxembourg. Il est brièvement colonel d'un régiment de cavalerie allemand. En 1674, il sert à la bataille de Seneffe et à la levée du siège d'Audenarde. Le 1er novembre 1674, le roi lui donne le régiment d'infanterie Royal-La Marine.

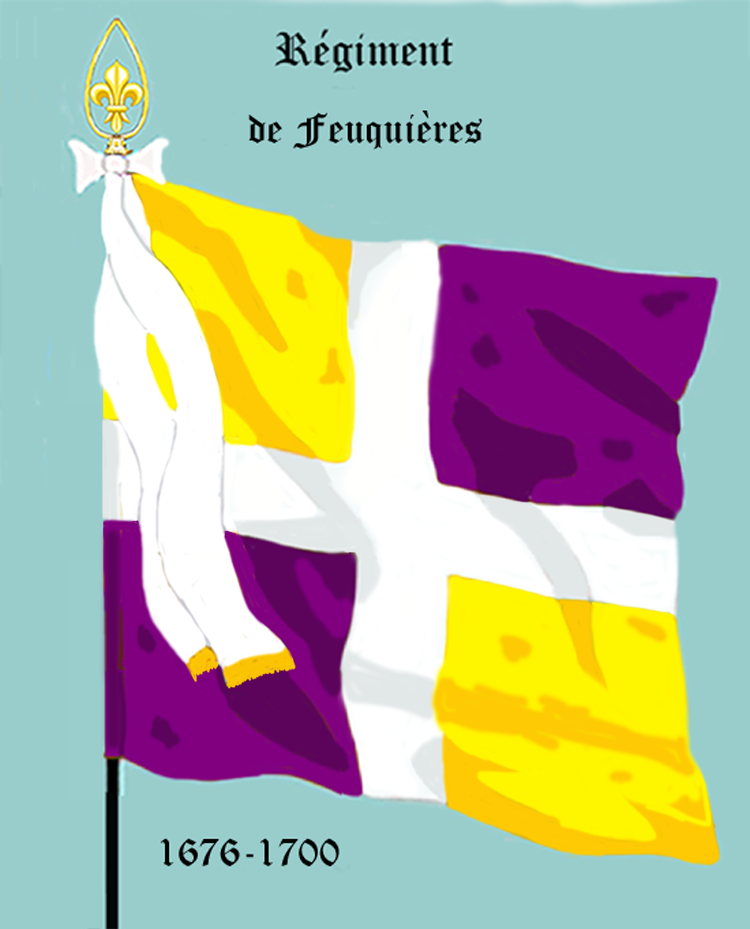
Drapeau d'ordonnance du régiment de Feuquières.

En 1675, il prend part au combat d'Altenheim. En 1676, il sert, sous le maréchal de Créquy, aux sièges de Condé et de Bouchain. Le 4 août 1676, le roi lui donne le régiment d'infanterie de Rambures, qui devient régiment de Feuquières. En fin de campagne, il livre un combat près de Bâle. En 1677, il sert sur le Rhin. Il prend part au siège de Fribourg. En 1678, passé dans l'armée de Flandre, il est au siège de Gand et à celui d'Ypres.

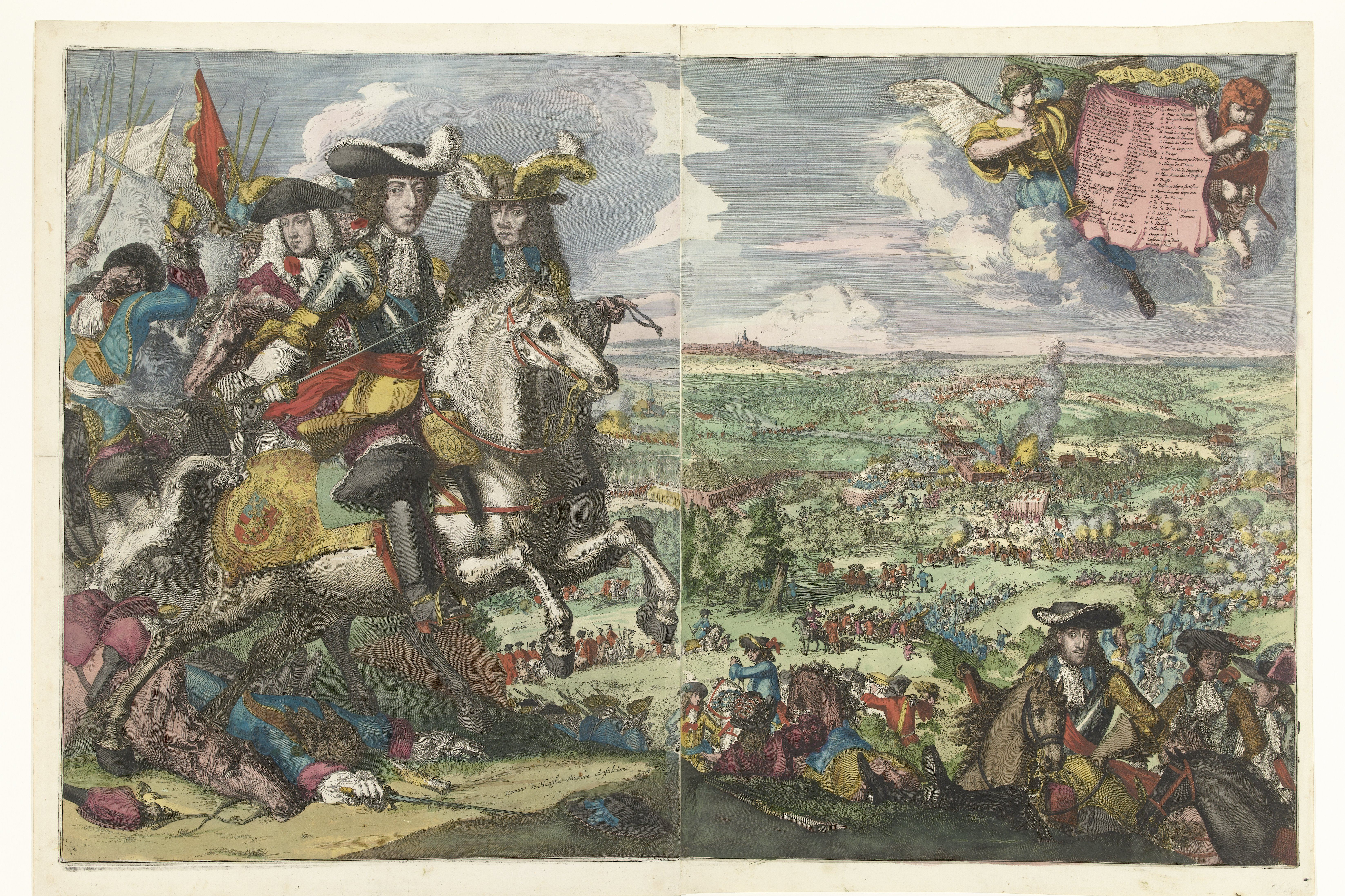
Bataille de Saint-Denis (1678).

Combattant sous le maréchal de Luxembourg, il va s'illustrer à la bataille de Saint-Denis. Guillaume d'Orange attaque le 14 août, quatre jours après la signature du traité de paix. Feuquières couvre le quartier du roi à la tête de son régiment, de deux autres bataillons et d'un régiment de dragons. Placé hors de la ligne, près de l'abbaye, son petit corps encaisse le choc d'une colonne bien supérieure en nombre. Il se retrouve « le premier et le plus fortement engagé de tous les corps de l'armée ». Il réussit à contenir tout l'effort de l'ennemi assez longtemps pour permettre au quartier du roi de se retirer avec équipages. Feuquières peut ensuite organiser sa propre retraite. L'ennemi tente de lui interdire le pont sur l'Obrecheuil. Il lui « march[e] sur le ventre » pour aller rejoindre l'armée de l'autre côté du défilé. Il s'arrête au débouché de ce défilé, sous un terrible feu. Il ne recule pas. Il est enfin secouru par un bataillon des Gardes françaises, qui l'aide à repousser l'ennemi. Feuquières est blessé. La bataille, qui fait 7 000 morts, est la dernière de la guerre de Hollande.

### Guerre de la Ligue d'Augsbourg

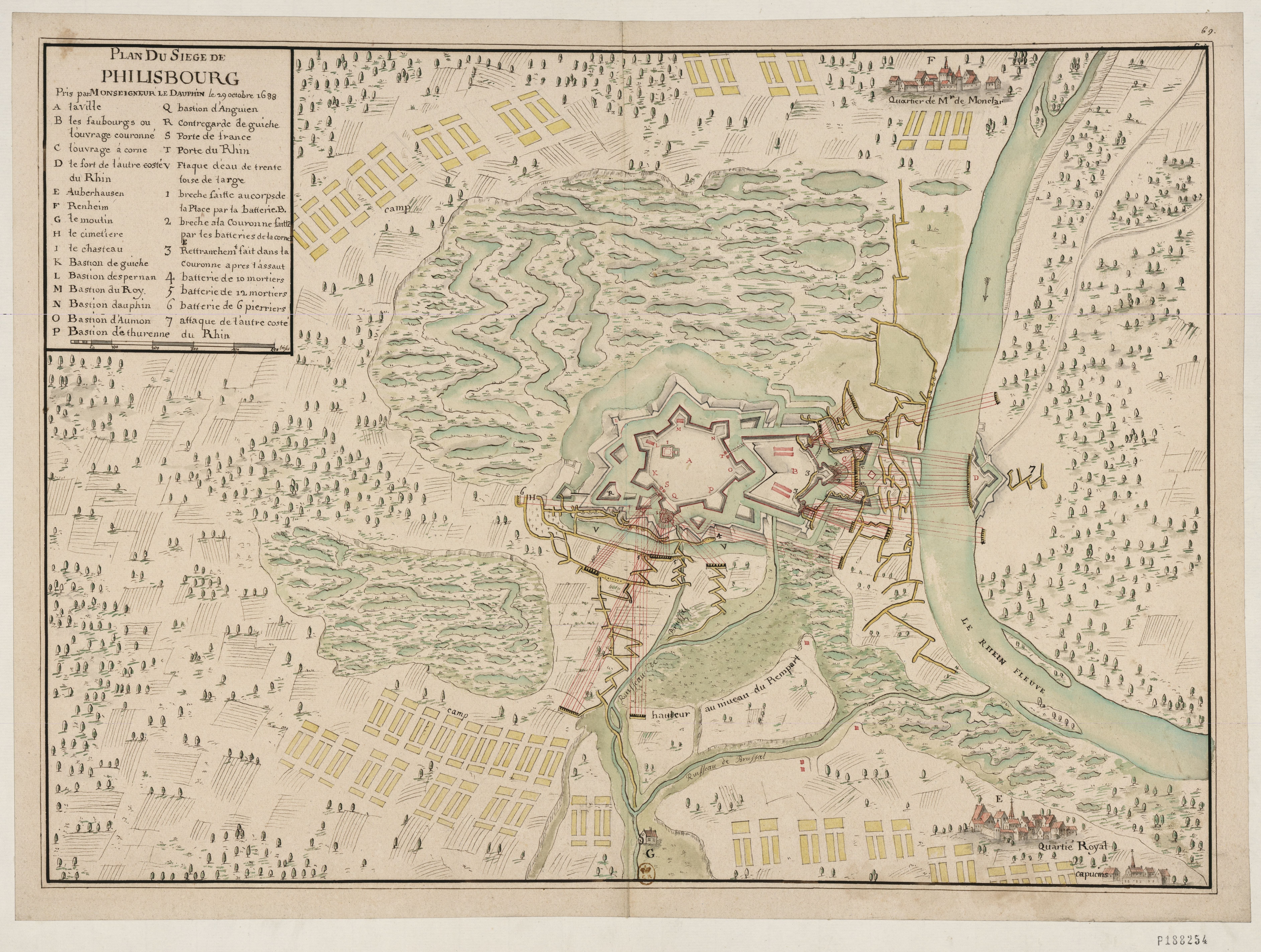
Siège de Philippsburg (1688).

Le 2 mars 1688, à la mort de son père, Antoine de Pas devient marquis de Feuquières et gouverneur des ville et citadelle de Verdun et pays Verdunois,,. Le 15 mars, il est nommé brigadier. À l'automne, dans la guerre de la Ligue d'Augsbourg, il sert sous le Dauphin au siège de Philippsburg. Le 6 janvier 1689, il mène une opération de représailles à Neuburg, et une autre deux jours plus tard à Enzweihingen (en). Les deux garnisons sont massacrées. Ces exactions lui valent d'être taxé de cruauté. Le 20 janvier, il est fait maréchal de camp. Le commandement de son régiment passe à son frère, Jules de Pas, comte de Feuquières. Sur la fin de la campagne de 1689, le marquis de Feuquières reçoit ordre de se porter en Piémont. Le 16 août 1690, sous Catinat, à la bataille de Staffarde, il commande l'infanterie. Durant l'hiver, il est gouverneur de la place de Pignerol.
Conscient de sa valeur, Feuquières n'est pas toujours convaincu de celle de ses supérieurs. II est accusé d'avoir, à diverses reprises, manœuvré pour les mettre en difficulté.

« C'était un homme, dit Saint-Simon, qui ne servait jamais dans une armée qu'à dessein de la commander, de s'emparer du général, de s'approprier tout, de se jouer de tous les officiers généraux et particuliers ; et, comme il ne trouva point de général d'armée qui s'accommodât de son joug, il devenait son ennemi, et encore celui de l'État, en lui faisant, tant qu'il pouvait, manquer toutes ses entreprises. »

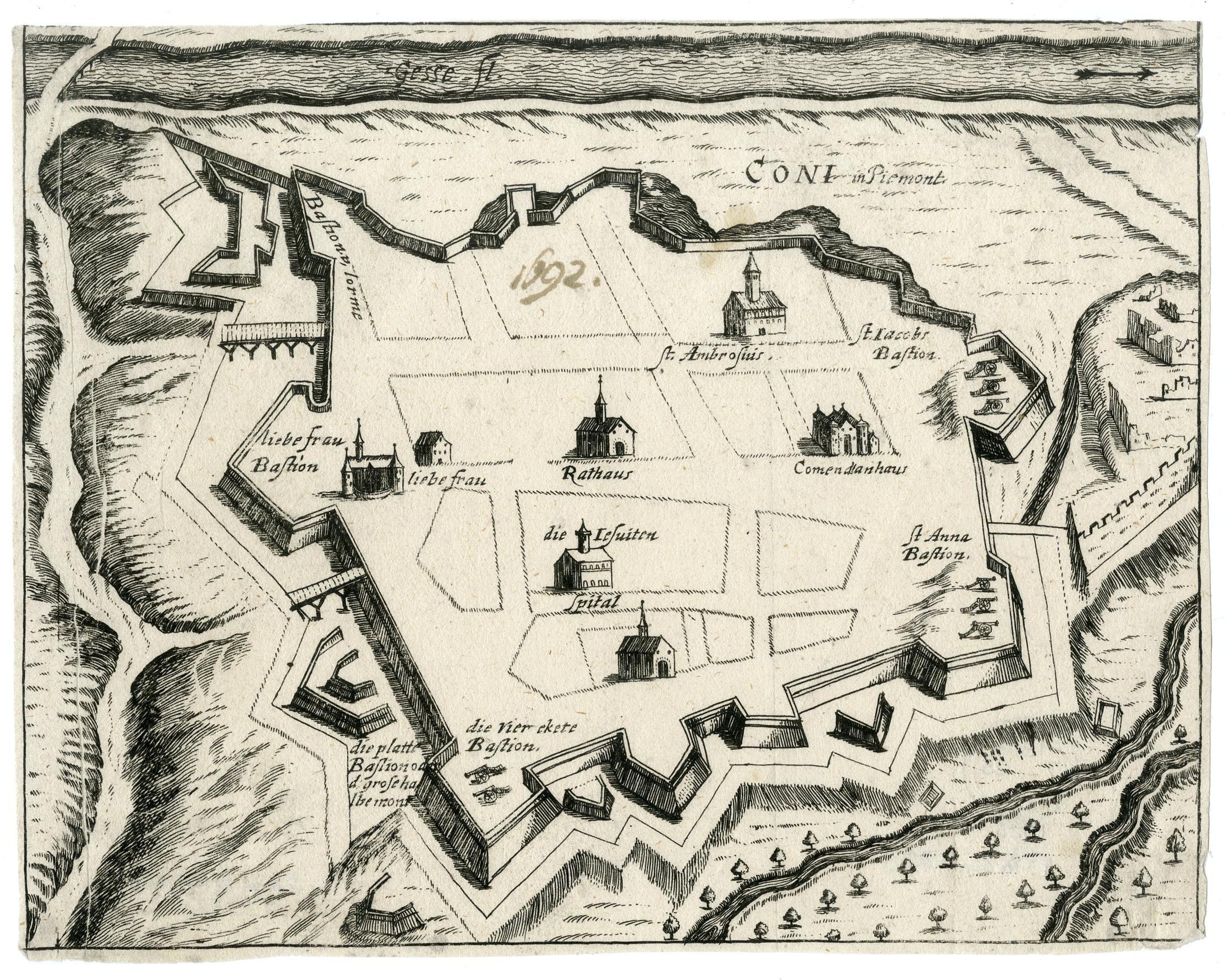
Coni (Cuneo en italien), dans le Piémont, à la confluence de la Stura di Demonte et du Gesso.

Durant la campagne d'Italie, en juin 1691, le siège de Coni en fournit un exemple. Feuquières est placé sous les ordres de Vivien L'Abbé de Bulonde, lieutenant général, qui est chargé d'assiéger Coni. L'affaire tourne au désastre. Bulonde s'affole, lève le siège. Feuquières est soupçonné d'avoir fait échouer l'entreprise de Bulonde pour se venger d'avoir été dépossédé du commandement,. « Depuis le commencement jusqu'à la fin, écrit Catinat, ils ont tous deux tort ; l'un [Bulonde], de n'avoir pas exécuté les ordres qu'on lui donnait, et l'autre [Feuquières], par des conseils malicieux, ou qu'on prétend tels, qui n'ont été que trop suivis. » Le 10 juillet 1691, Louis XIV signe l'ordre d'arrêter Bulonde. Celui-ci est enfermé à Pignerol, puis à la Bastille, et l'on ignore toujours la date de sa mort, et s'il est mort libre ou en captivité.

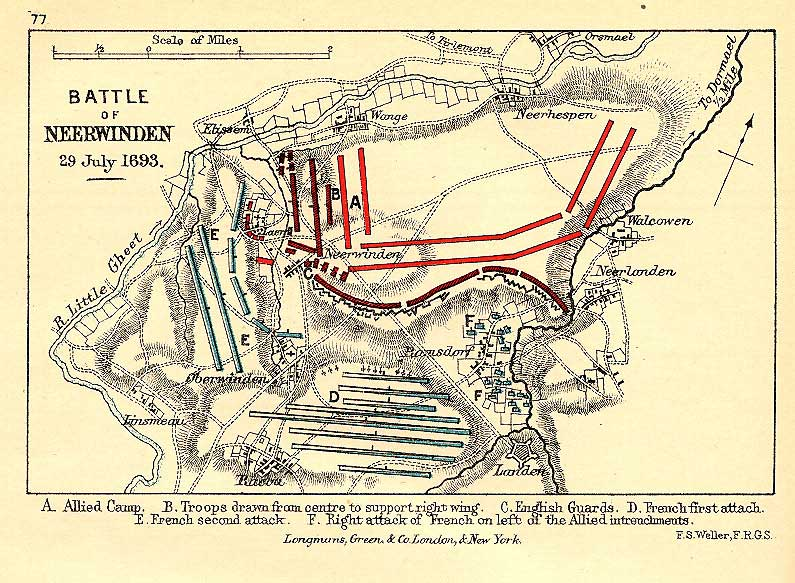
Bataille de Neerwinden (1693).

Feuquières n'en est pas à son coup d'essai. Les généraux d'armée répugnent à le prendre sous leurs ordres. En 1692, le maréchal de Lorges s'y risque pourtant. Il va le regretter, dit Saint-Simon, gendre de Lorges. Lors de la campagne du Spirebach (de), Feuquières n'obéit pas à l'ordre de retraite donné par le maréchal,.
Le 30 mars 1693, Feuquières est fait lieutenant général des armées du roi. Il sert sous le maréchal de Luxembourg. Selon Saint-Simon, le 18 mars, à la bataille de Neerwinden, il est « accusé de n'avoir voulu faire aucun mouvement […] parce qu'il voulait perdre monsieur de Luxembourg en lui faisant perdre la bataille ». Selon son frère Jules, il aurait eu « une grande part […] au gain de la bataille ». Après la mort de Luxembourg en janvier 1695, le marquis de Feuquières sert en Flandres sous le maréchal de Villeroy, favori du roi, réputé pour son incapacité,. La paix est signée à Ryswick en septembre 1697. 

### Loisir forcé
« La conduite du marquis de Feuquières dans les actions générales et particulières, dit son frère, lui faisait espérer de parvenir aux plus grands emplois de la guerre. Il s'est trompé. » Il n'obtient pas le bâton de maréchal de France. En 1701, lorsque se déclenche la guerre de Succession d'Espagne, il n'est pas employé. « Aucun général ne le voulait dans son armée, pour en avoir tous tâté. » Il comble son « loisir forcé » en écrivant ses Mémoires, qui sont un traité de l'art militaire.
Il meurt à Paris le 27 janvier 1711, « abandonné, abhorré, obscur et pauvre […] sans récompense et sans amis ».

## Mariage et descendance
En 1694, le marquis de Feuquières épouse Marie Madeleine Thérèse Geneviève de Monchy d'Hocquincourt (1669-1737), fille de Georges II de Monchy, marquis d'Hocquincourt, lieutenant général des armées du roi, chevalier de ses ordres, gouverneur de Péronne, Montdidier et Roye, et de Marie Molé, petite fille du maréchal d'Hocquincourt, nièce d'Armand de Monchy, évêque-comte de Verdun. De leur union naissent :
- Antoine Charles de Pas, marquis de Feuquières (mort en 1728[39]), mestre de camp d'infanterie, marié en 1727 à Marguerite Paule de Gruel d'Ourouer ;
- Pauline Corisande de Pas de Feuquières (morte en 1742), mariée en 1720 avec Joachim Adolphe de Seiglière, marquis de Soyecourt, seigneur de Tilloloy[40].

## Portraits
Pour Saint-Simon, Feuquières est un militaire « d'une grande et froide valeur, de beaucoup plus d'esprit qu'on n'en a d'ordinaire », mais un « chien enragé » qui n'a « ni cœur ni âme » et qui ne peut s'entendre avec personne. « C'était un homme de qualité, dit-il, d'infiniment d'esprit et fort orné, d'une grande valeur, et à qui personne ne disputait les premiers talents pour la guerre, mais le plus méchant homme qui fût sous le ciel, qui se plaisait au mal pour le mal, et à perdre d'honneur qui il pouvait, même sans aucun profit ; dangereux au dernier point pour un général d'armée, qui ne se pouvait fier ni à ses conseils ni à son exécution, tant il était hardi à faire échouer les entreprises pour la malice d'en perdre quelqu'un… »
« Feuquières, dit Voltaire, d'ailleurs excellent officier, et connaissant la guerre par principes et par expérience, était un esprit non moins chagrin qu'éclairé, l'Aristarque (en) et quelquefois le Zoïle des généraux : il altère des faits pour avoir le plaisir de censurer des fautes. Il se plaignait de tout le monde, et tout le monde se plaignait de lui. On disait qu'il était le plus brave homme de l'Europe, parce qu'il dormait au milieu de cent mille de ses ennemis. Sa capacité n'ayant pas été récompensée par le bâton de maréchal de France, il employa trop contre ceux qui servaient l'État des lumières qui eussent été très utiles s'il eût eu l'esprit aussi conciliant que pénétrant, appliqué et hardi. »

## Mémoires
De 1730 à 1735, une vingtaine d'années après la mort du marquis de Feuquières, ses réflexions sur l'art militaire paraissent à Amsterdam et à Paris sous le titre Mémoires sur la guerre, dans trois éditions. Jules de Pas, comte de Feuquières, le frère du marquis, dénonce une « supercherie ». Il ne voit dans ces éditions que des compilations décousues à partir de « lambeaux manuscrits ». Il ne voit dans la troisième qu'un « tissu informe et perpétuel d'omissions fréquentes et considérables, de transpositions choquantes, de bévues énormes, de corrections ridicules, d'ignorances grossières ».
Aussi procède-t-il lui-même à une quatrième édition, établie d'après le manuscrit original que lui a confié son frère avant de mourir. Pour bien marquer l'authenticité de cette édition, il change le titre, qui devient : Mémoires de monsieur le marquis de Feuquières, lieutenant général des armées du roi ; contenant ses maximes sur la guerre et l'application des exemples aux maximes. Nouvelle édition, revue et corrigée sur l'original ; augmentée de plusieurs additions considérables ; ensemble d'une Vie de l'auteur donnée par monsieur le comte de Feuquières, son frère, et enrichie de plans et de cartes. Cette édition paraît à Londres en 1736, chez Pierre Dunoyer, en quatre volumes in-12, avec des cartes et des plans, dont celui de la bataille de Neerwinden.

« Les Mémoires qu'il a laissés, dit Saint-Simon, et qui disent avec art tout le mal qu'il peut de tous ceux avec qui, et surtout sous qui il a servi, sont peut-être le plus excellent ouvrage qui puisse former un grand capitaine, et d'autant plus d'usage qu'ils instruisent par les examens et les exemples, et font beaucoup regretter que tant de capacité, de talents, de réflexions, se soient trouvés unis à un cœur aussi corrompu et à une aussi méchante âme, qui les ont tous rendus inutiles par leur perversité. »